# Spławka
Spławka – ciek w Poznaniu, w południowej części Spławia, prawy dopływ Dworskiego Rowu.

## Charakterystyka
Źródła Spławki znajdują się na wschód od ulicy Bolesława Krzywoustego, przy stacji benzynowej. Następnie płynie ona cały czas na wschód, na odcinku od ulicy Ostrowskiej do Chrzanowskiej jest skanalizowana, potem przepływa pod ulicą Sokalską, płynie równolegle do ulicy Dobrepole (na południe od niej) i przepływa pod autostradą A2. Za tą trasą kontynuuje bieg na wschód, przepływa pod ulicą Gospodarską u jej południowego krańca i wkrótce wpada do Dworskiego Rowu. W rejonie źródła znajduje się ulica Nad Spławką.
Ciek został poddany antropopresji. Przykryto go na odcinku o długości 1,5 km oraz zmieniono jego kierunek odpływu, podobnie jak pobliskiej Krzesinki.